# John Ekelund (ingenjör)
John Albert Daniel Ekelund, född 9 oktober 1865 i Risinge församling, Östergötlands län, död 30 mars 1957 i Norrköpings Hedvigs församling, Norrköping, var en svensk väg- och vattenbyggnadsingenjör. Han uppgjorde förslag till och kontrollerade bland annat anläggningar av ett flertal hamnar, kraftverk och järnvägar.
Ekelund utexaminerades från Kungliga Tekniska högskolan 1889, blev löjtnant i Väg- och vattenbyggnadskåren 1893, överste där 1930 och erhöll avsked samma år. Han var tillförordnad byggnadschef i Gävle 1890–1893, ordinarie byggnadschef 1893–1906, byråingenjör hos Väg- och vattenbyggnadsstyrelsen 1906–1908, tillförordnad distriktschef i Östra väg- och vattenbyggnadsdistriktet samma tid och ordinarie distriktschef 1908–1930. 
Ekelund var vägsakkunnig hos Konungens befallningshavande i Östergötlands län 1925–1930, en av stiftarna av Tekniska föreningen i Gävle 1896, hedersledamot där, en av stiftarna av Svenska kommunaltekniska föreningen 1902, hedersledamot där, ledamot av stadsfullmäktige i Norrköping 1909–1934, vice ordförande 1916–1919, ordförande i styrelsen för Norrköpings kommunala affärsverk 1910–1925, ledamot av styrelsen för Holmens Bruks- & Fabriks AB 1918–1944, ordförande 1932–1938 och 1941–1944, ordförande i styrelsen för Motala Ströms Regleringsförening 1916–1945, i centralstyrelsen för Östergötlands enskilda bank och i bankens lokalstyrelse i Norrköping 1930–1941, ordförande i styrelsen för Norra Östergötlands Järnvägs AB, Mellersta Östergötlands Järnvägs AB och Trafikförvaltningen Östergötlands Smalspåriga Järnvägar 1934–1947, ledamot av sakkunnigkommittén för Stockholms slussfråga, uppfartsvägen till Södermalm och Hammarbyleden 1907, ledamot av kommittén för väg- och vattenbyggnadsstyrelsens omorganisation 1924 samt ordförande för 1927 års järnvägsekonomisakkunniga. John Ekelund är begravd på Matteus begravningsplats i Norrköping.